# Тесля, Иван Иванович
Иван Иванович Тесля (16 сентября 1936, Самай, Тугунский сельский совет, Красноперекопский район, Крымская АССР, РСФСР, СССР — 28 декабря 1979, Джанкой, Крымская область) — советский хозяйственный деятель, животновод, Герой Социалистического Труда (1971)

## Биография
Тесля Иван Иванович – старший чабан совхоза «Перекопский» Джанкойского района Крымской области, Украинская ССР.

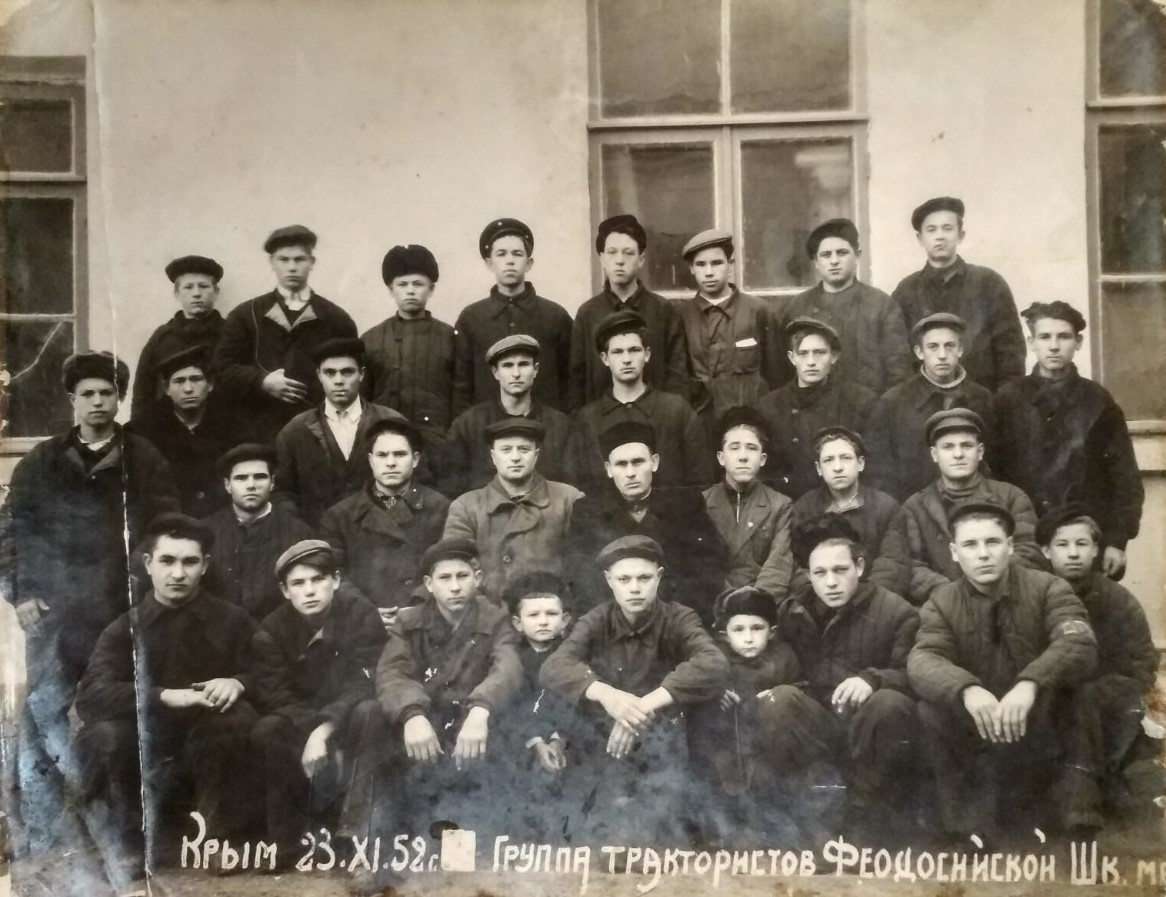

Родился 16 сентября 1936 года в селе Самай Джанкойского района Крымской АССР (с 1968 года – Сенокосное; ныне не существует, территория Джанкойского района Республики Крым). Украинец.  После окончания в 1953 году Крымского техникума агломерации (ныне – Техникум гидромелиорации и механизации сельского хозяйства) трудился в сельском хозяйстве до призыва на военную службу в 1955 году. После увольнения в запас в 1958 году Иван Иванович вернулся на родину в Крым и продолжил работать в совхозе «Перекопский» (центральная усадьба – село Целинное) Джанкойского района чабаном по выпасу асканийской тонкорунной породы овец.  Проживал в городе Джанкой. Скончался 28 декабря 1979 года.

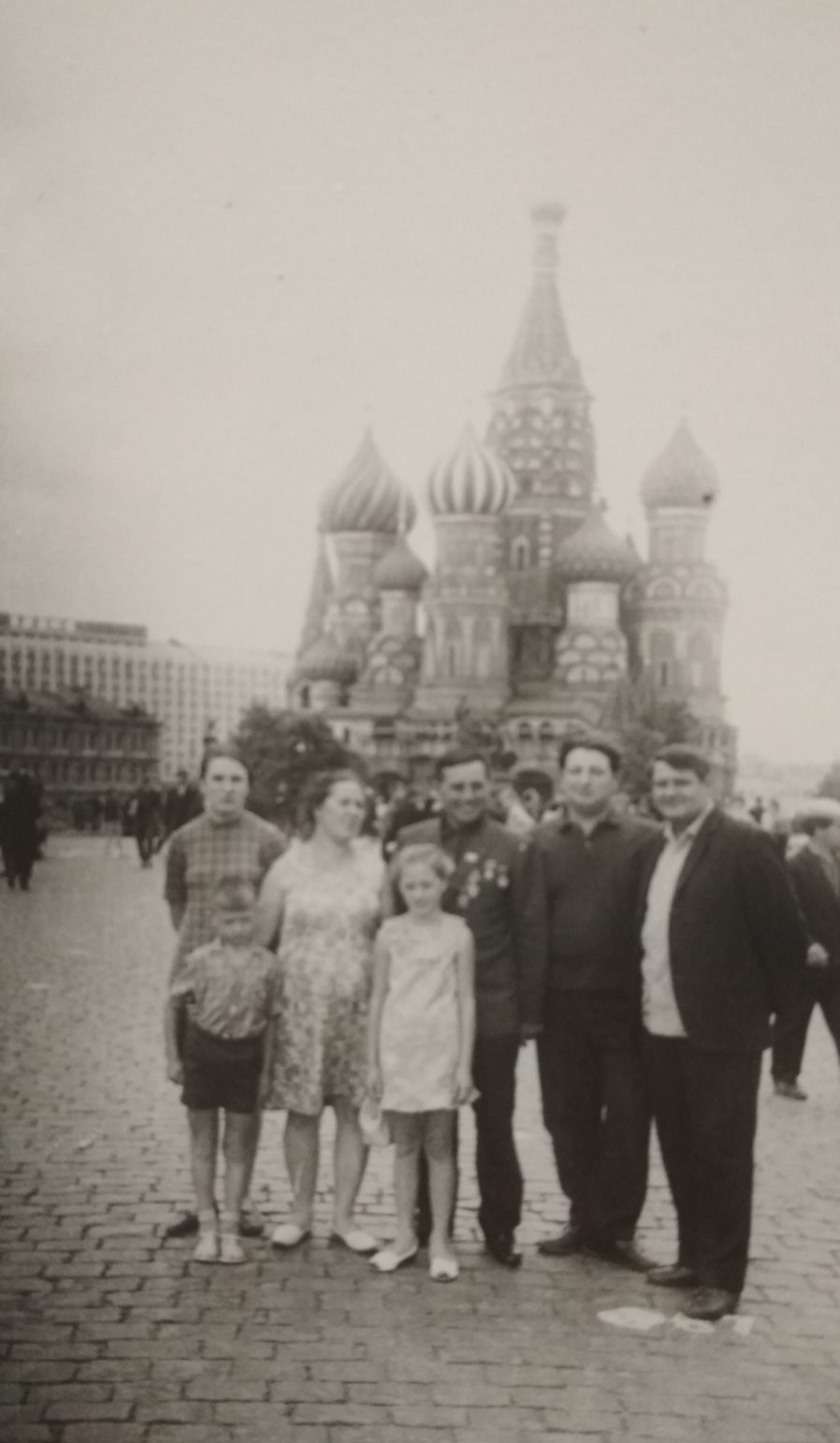

## Трудовой подвиг
На протяжении ряда лет в отаре И. И. Тесли были самые высокие в племсовхозе показатели по приплоду молодняка и настригу шерсти, по итогам работы в 7-й семилетке (1959–1965) он был награждён орденом Ленина. В последующие годы 8-й пятилетки (1966–1970) старший чабан Тесля продолжал наращивать показатели, неоднократно становился участником Выставки достижений народного хозяйства (ВДНХ) СССР, по итогам пятилетки вышел победителем в социалистическом соревновании среди овцеводов Джанкойского района. Указом Президиума Верховного Совета СССР от 8 апреля 1971 года за выдающиеся успехи, достигнутые в развитии сельскохозяйственного производства и выполнении пятилетнего плана продажи государству продуктов земледелия и животноводства, Тесле Ивану Ивановичу присвоено звание Героя Социалистического Труда с вручением ордена Ленина и золотой медали «Серп и Молот».
Награждён 2 орденами Ленина (22.03.1966; 08.04.1971), медалями, а также золотой (1969) и бронзовыми (1966, 1968) медалями ВДНХ СССР. 

## Награды
- 1966 — Орден Ленина
- 1966 — Бронзовая медаль ВДНХ
- 1968 — Бронзовая медаль ВДНХ
- 1969 — Золотая медаль ВДНХ
- 1970 — Медаль «В ознаменование 100-летия со дня рождения Владимира Ильича Ленина»
- 1971 — Медаль «Серп и Молот»
- 1971 — Орден Ленина